# Will Rogers Shrine of the Sun

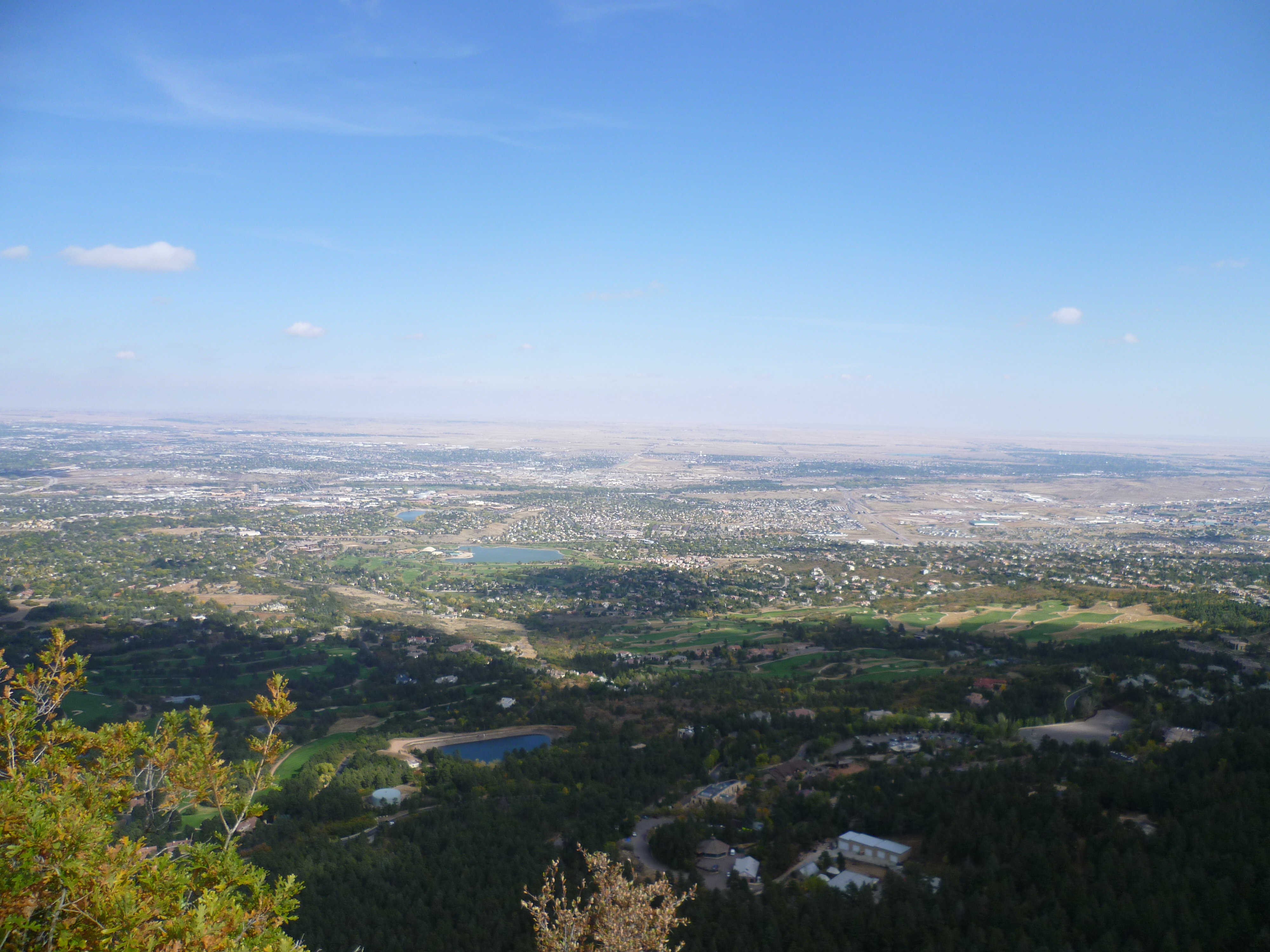
Ausblick auf Colorado Springs

Der Will Rogers Shrine of the Sun (deutsch Will Rogers Schrein der Sonne) ist eine monumentale, als Mausoleum dienende Turmanlage südwestlich von Colorado Springs im US-Bundesstaat Colorado. Sie steht am östlichen Hang des Cheyenne Mountain etwa 600 Meter oberhalb von Colorado Springs in einer Höhe von rund 2400 Meter über dem Meeresspiegel. Der auf einer Konstruktion aus Stahl und Beton basierende Turm selbst erreicht eine Höhe von knapp 35 Metern. Eine Besucherplattform in etwa 24 Metern Höhe gewährt einen hervorragenden Ausblick. Verkleidet ist der 1937 fertiggestellte Turm mit lokal abgebautem Granit.

## Beschreibung
Entworfen wurde der lediglich über eine durch den Cheyenne Mountain Zoo führende Serpentinenstraße erreichbare Turm von dem lokalen Architekten Charles E. Thomas auf Veranlassung des Philanthropen Spencer Penrose (1865–1939). Im untersten Geschoss des Turms liegt eine am europäischen Barock orientierte Kapelle, in der Spencer Penrose, seine Frau Julie Penrose (1870–1956) wie auch deren Freunde Harry Leonard und Horace Devereux begraben liegen. Ausgestattet ist diese Kapelle unter anderem mit einem in Deutschland hergestellten, handgemachten Kruzifix, zwei Gebetsbänken aus dem Frankreich des 15. Jahrhunderts, einem aus dem 16. Jahrhundert stammenden Marmoraltar und einer keramischen Figurengruppe aus der Della-Robbia-Familie aus dem 16. Jahrhundert.
Das darüber liegende Geschoss, in dem auch der Haupteingang liegt, umfasst neben der bis zur Spitze führenden Treppenanlage auch ein Historienzimmer. Auf von Randall Davey gemalten Bildern werden herausragende historische Ereignisse der Geschichte der Region um Pikes Peak dargestellt.
Die übrigen drei über den Turm verteilten Zimmer sind Will Rogers gewidmet und zeigen die wichtigsten Stationen seines Lebens. Will Rogers war ein Freund der Penroses. Er war ein bekannter Komiker, Entertainer und Schauspieler indianischer Herkunft und wurde von Spencer Penrose sehr bewundert. Rogers starb am 15. August 1935 bei einem Flugzeugunglück, während der Turm sich bereits in Bau befand. Auf Rogers ist auch die Namensgebung des Turms zurückzuführen. Der Hinweis auf die Sonne in der Namensgebung bezieht sich auf die Ausleuchtung des Turms durch die morgendliche und abendliche Sonne.
Die Anlage wurde am 3. November 1994 als Historic District vom National Register of Historic Places mit der Nummer 94001229 aufgenommen.